# Free (песня Кельвина Харриса и Элли Голдинг)
«Free» — песня шотландского диджея Кельвина Харриса и английской певицы Элли Голдинг, из первого сборника Харриса 96 Months. Песня знаменует собой четвёртое сотрудничество между Харрисом и Голдинг, и первое сотрудничество дуэта с тех пор, как транс-песня «Miracle», которая имела огромный критический и коммерческий успех. Песня была выпущена 26 июля 2024 года в качестве лид-сингла из 96 Months лейблом Sony Music UK и получила широкое признание критиков, которые высоко оценили давне творческое партнёрство дуэта.

## Композиция
«Free» — дэнс-поп-композиция, которая построена вокруг фортепианного хаус-припева. Робин Мюррей из Clash описал постановку как то, что она «отклоняется от поп-камней тысячелетия, а также пересматривает их». А также замечая элементы, которые «затрагивают на транс производство, а также кивая гипер-попу». Эндрю Уэскотт из Dork сказал, что «искренняя» лирика «перекликается с эйфорической, певучей атмосферой, которая характеризует их прошлые хиты». Песня знаменует собой первую песню от дуэта, в которой Голдинг не выступила автором.

## Отзывы критиков
Песня получила признание критиков. Робин Мюррей из Clash похвалил вклад Харриса и Голдинг в композицию, подчеркнув эмоциональное вокальное исполнение Голдинг и производственный стиль Харриса, назвав это приятным «способом, которым дуэт повторно интерполирует эти тропы 00-х, сохраняя при этом замечательную поп-песню в своей основе». Том Скиннер из NME прозвал песню «захватывающим летним гимном». Rolling Stone включил песню в свой список «Songs You Need to Know», которые освещают лучшие новые композиции недели. Джейсон Хеффлер из EDM.com похвалил Харриса и Голдинг, заявив, что их «последний гимн „Free“ подтверждает тот факт, что некоторые художественные партнёрства просто предназначены для величия». ThatGrapeJuice назвал песню «электризующим гимном» и похвалил сочетание эфирного вокала Голдинг с производством Харриса, «что делает её мгновенным хитом для лета».

## Коммерческий успех
Песня заняла 36-е место в чарте UK Singles Chart, ознаменовав песню четвёртым подряд хит-синглом в топ-40. На третьей неделе она достигла 35-го места. 12 октября песня возглавил чарт Dance/Mix Show Airplay, сделав Харриса артистом с наибольшим количеством синглов номер один в чарте, с шестнадцатью, разорвав связь с Давидом Гетта. Между тем, Голдинг связалась с Мадонной в качестве пятого артиста и второго среди женских актов с наибольшим номером один, с семью. Overall, the song achieved moderate commercial success, in contrast of their previous efforts..

## Выступления
Харрис впервые представил композицию во время своего DJ-сета в Ushuaïa Ibiza, он поделился превью в своём аккаунте Instagram с подписью: «Пробую новый @ushuaiaibiza!». 20 июля Голдинг неожиданно появилась на съемочной площадке Ushuaïa, чтобы впервые исполнить песню.

## Музыкальный клип
Лирик-видео вышло на YouTube. По состоянию на 18 августа музыкальный клип на песню не вышел, что сделало «Free» первой совместной работой Харрис и Голдинг, у которой не было настоящего клипа, вместо этого запись первого выступления в Usuahia Ibiza послужила официальным визуализатором.

## Список композиций
- Digital download / streaming[25]

1. "Free" – 3:32

- Digital download / streaming – Sunset Mix[26]

1. "Free" (Sunset Mix) – 3:14

- Digital download / streaming – Joel Corry Remix[27]

1. "Free" (Joel Corry Remix) – 3:03

- Digital download / streaming – Arielle Free Remix[28]

1. "Free" (Arielle Free Remix) – 4:02

- Digital download / streaming – Nicky Romero Remix[29]

1. "Free" (Nicky Romero Remix) – 3:44

- Digital download / streaming – Remixes[30]

1. "Free" (Joel Corry Remix) – 3:03
2. "Free" (Mathame Remix) – 3:58
3. "Free" (Nicky Romero Remix) – 3:44
4. "Free" (Major League Djz Remix) – 6:50
5. "Free" (Effy Remix) – 3:02
6. "Free" (Arielle Free Remix) – 4:02
7. "Free" (sQUIRE Remix) – 3:34

## Участники записи
- Кельвин Харрис – автор, продюсер, инженер-микшер, вокальный продюсер
- Элли Голдинг – вокал
- Тео Хатчкрафт – автор
- Ченаи Зиньюку – автор
- Дункан Фуллер – вокальный инженер звукозаписи
- Майк Марш – мастеринг-инженер

## Чарты
| Чарт (2024)                                | Высшая позиция |
| ------------------------------------------ | -------------- |
| Эстония (Estonia Airplay TopHit)           | 18             |
| Ирландия (IRMA)                            | 60             |
| Латвия (Latvia Airplay TopHit)             | 2              |
| Литва (Lithuania Airplay TopHit)           | 3              |
| Новая Зеландия (RMNZ)                      | 8              |
| Словакия (Rádio — Top 100)                 | 22             |
| Великобритания (OCC UK Singles)            | 35             |
| Великобритания (OCC UK Dance)              | 5              |
| США (Billboard Hot Dance/Electronic Songs) | 15             |

| Чарт (2024)              | Высшая позиция |
| ------------------------ | -------------- |
| Эстония Airplay (TopHit) | 21             |
| Латвия Airplay (TopHit)  | 6              |
| Литва Airplay (TopHit)   | 5              |
| Словакия (Rádio Top 100) | 28             |

| Чарт (2024)              | Позиция |
| ------------------------ | ------- |
| Эстония Airplay (TopHit) | 99      |

## Сертификации
| Регион                                                                      | Сертификация | Продажи |
| --------------------------------------------------------------------------- | ------------ | ------- |
| Великобритания (BPI)                                                        | Серебряный   | 200 000 |
| Данные о продажах + прослушиваниях приведены только на основе сертификации. |              |         |

## История релиза
| Регион | Дата             | Формат                       | Версия             | Лейбл      | Примечания |
| ------ | ---------------- | ---------------------------- | ------------------ | ---------- | ---------- |
| Италия | 26 июля 2024     | Радиоротация                 | Оригинальная       | Sony Italy | [ 46 ]     |
| Разные | 26 июля 2024     | Цифровое скачивание стриминг | Оригинальная       | Sony UK    | [ 47 ]     |
| Разные | 23 августа 2024  | Цифровое скачивание стриминг | Sunset Mix         | Sony UK    | [ 26 ]     |
| Разные | 8 сентября 2024  | Цифровое скачивание стриминг | Joel Corry Remix   | Sony UK    | [ 27 ]     |
| Разные | 27 сентября 2024 | Цифровое скачивание стриминг | Arielle Free Remix | Sony UK    | [ 28 ]     |
| Разные | 4 октября 2024   | Цифровое скачивание стриминг | Nicky Romero Remix | Sony UK    | [ 29 ]     |
| Разные | 11 октября 2024  | Цифровое скачивание стриминг | Ремиксы            | Sony UK    | [ 30 ]     |